# Maxim Rodshtein
Maxim Rodshtein  (en hébreu : מקסים רודשטיין), né le 19 janvier 1989 à Leningrad, est un grand maître international d'échecs israélien.
Au 1er mars 2019, son classement Elo est de 2 673 points ce qui en fait le deuxième joueur israélien (derrière Boris Guelfand) et le 74e joueur mondial.

## Palmarès
Il gagne ex æquo le 25e open international d'Andorre en 2007 où 101 personnes sont engagées.
Il a obtenu deux fois la deuxième place au championnat d'Europe de la jeunesse (en 1999 et 2002).
Il a gagné le championnat du monde des moins de 16 ans qui s'est déroulé en Grèce en 2004.
En 2013, il remporte l'open de Hoogeveen.

### Coupes du monde
Maxim Rodshtein a participé à la coupe du monde d'échecs en 2007, 2011, 2015, 2017 et 2019.
Lors de la Coupe du monde d'échecs 2017, il battit l'Arménien Robert Hovhannissian au premier tour, puis l'Anglais Michael Adams au deuxième tour, l'Ukrainien Anton Kovalyov au troisième tour avant de perdre en huitième de finale (quatrième tour) face au Russe Vladimir Fedosseïev.
| Année | Lieu            | Résultat                            | Ultime adversaire   | Adversaires battus                                |
| ----- | --------------- | ----------------------------------- | ------------------- | ------------------------------------------------- |
| 2007  | Khanty-Mansiïsk | premier tour                        | Jan Gustafsson      |                                                   |
| 2011  | Khanty-Mansiïsk | premier tour                        | Pentala_Harikrishna |                                                   |
| 2015  | Bakou           | deuxième tour                       | Vassili Ivantchouk  | Eduardo Iturrizaga                                |
| 2017  | Tbilissi        | quatrième tour (huitième de finale) | Vladimir Fedosseïev | Robert Hovhannissian Michael Adams Anton Kovalyov |
| 2019  | Khanty-Mansiïsk | deuxième tour                       | Wang Hao            | Mateusz Bartel                                    |